# Ondřej Zahustel
Ondřej Zahustel (ur. 18 czerwca 1991 w Mladej Boleslavi) – czeski piłkarz grający na pozycji prawego obrońcy. Od 2016 jest zawodnikiem klubu Sparta Praga.

## Kariera klubowa
Swoją karierę piłkarską Zahustel rozpoczął w klubie FK Mladá Boleslav. W 2009 roku awansował do pierwszego zespołu. 28 lutego 2010 zadebiutował w nim w pierwszej lidze czeskiej w przegranym 0:1 domowym meczu z SK Kladno. W sezonie 2010/2011 zdobył z Mladá Boleslav Puchar Czech. W maju 2013 wystąpił w finale Pucharu Czech z FK Baumit Jablonec i strzelił w nim gola, jednak Mladá Boleslav przegrała po serii rzutów karnych (po 120 minutach był wynik 2:2). Od sezonu 2013/2014 Zahustel był podstawowym zawodnikiem FK Mladá Boleslav.
Na początku 2016 roku Zahustel przeszedł do Sparty Praga. Zadebiutował w niej 13 lutego 2016 w wygranym 2:1 wyjazdowym meczu z Fastav Zlín.
| Sezon   | Klub              | Kraj   | Rozgrywki | Mecze | Gole |
| ------- | ----------------- | ------ | --------- | ----- | ---- |
| 2009/10 | FK Mladá Boleslav | Czechy | I liga    | 6     | 0    |
| 2010/11 | FK Mladá Boleslav | Czechy | I liga    | 0     | 0    |
| 2011/12 | FK Mladá Boleslav | Czechy | I liga    | 17    | 6    |
| 2012/13 | FK Mladá Boleslav | Czechy | I liga    | 5     | 0    |
| 2013/14 | FK Mladá Boleslav | Czechy | I liga    | 23    | 4    |
| 2014/15 | FK Mladá Boleslav | Czechy | I liga    | 24    | 2    |
| 2015/16 | FK Mladá Boleslav | Czechy | I liga    | 16    | 7    |
| 2015/16 | Sparta Praga      | Czechy | I liga    | 9     | 1    |
| 2016/17 | Sparta Praga      | Czechy | I liga    | 13    | 0    |

## Kariera reprezentacyjna
Zahustel grał w młodzieżowych reprezentacjach Czech. W dorosłej reprezentacji Czech zadebiutował 13 listopada 2015 w wygranym 4:1 towarzyskim meczu z Serbią, rozegranym w Ostrawie, gdy w 71. minucie tego meczu zmienił Jiříego Skaláka. W 90. minucie strzelił czwartego gola dla Czechów.